# More Than You Expect
More Than You Expect è un album studio del gruppo musicale polacco Nyia, pubblicato nel 2007.

## Tracce
1. The Same – 1:03
2. Birdies – 2:57
3. Low - Life – 2:34
4. Morning's Copper – 2:02
5. Hesus – 0:37
6. Inaccessible Things – 3:00
7. Bored Song – 3:58
8. Yellow – 2:26
9. Desert – 3:04
10. Kilar's Hairstyle – 3:40
11. Ray - Mundi – 3:19
12. Hallo – 0:48
13. Ambitus – 0:40
14. Nine – 5:32

## Formazione
- Jakub Leonowicz - voce
- Szymon Czech - chitarra, programmazione
- Jarosław Łabieniec - chitarra
- Maciej Banaszewski - basso
- Wojciech Szymański - batteria